# 邓巴顿
邓巴顿，蘇格蘭蓋爾語：，發音：[d̪̊unˈb̊ɾʲɛhd̪̊ɪɲ]），苏格兰一自治城镇，座落在克莱德河以北，利文河（River Leven）汇入克莱德河处，属西邓巴顿郡。2006年，城镇人口为19,990，如果与Alexandria、Bonhill和Renton等周边城镇合计，则总人口有44,690。
邓巴顿为古代斯特拉斯克萊德王國（Kingdom of Strathclyde）的首都。

## 圖片集

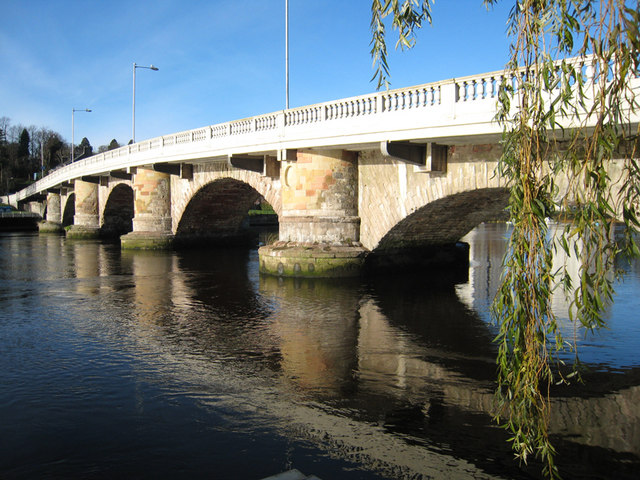
建於1765年的舊敦巴頓大橋
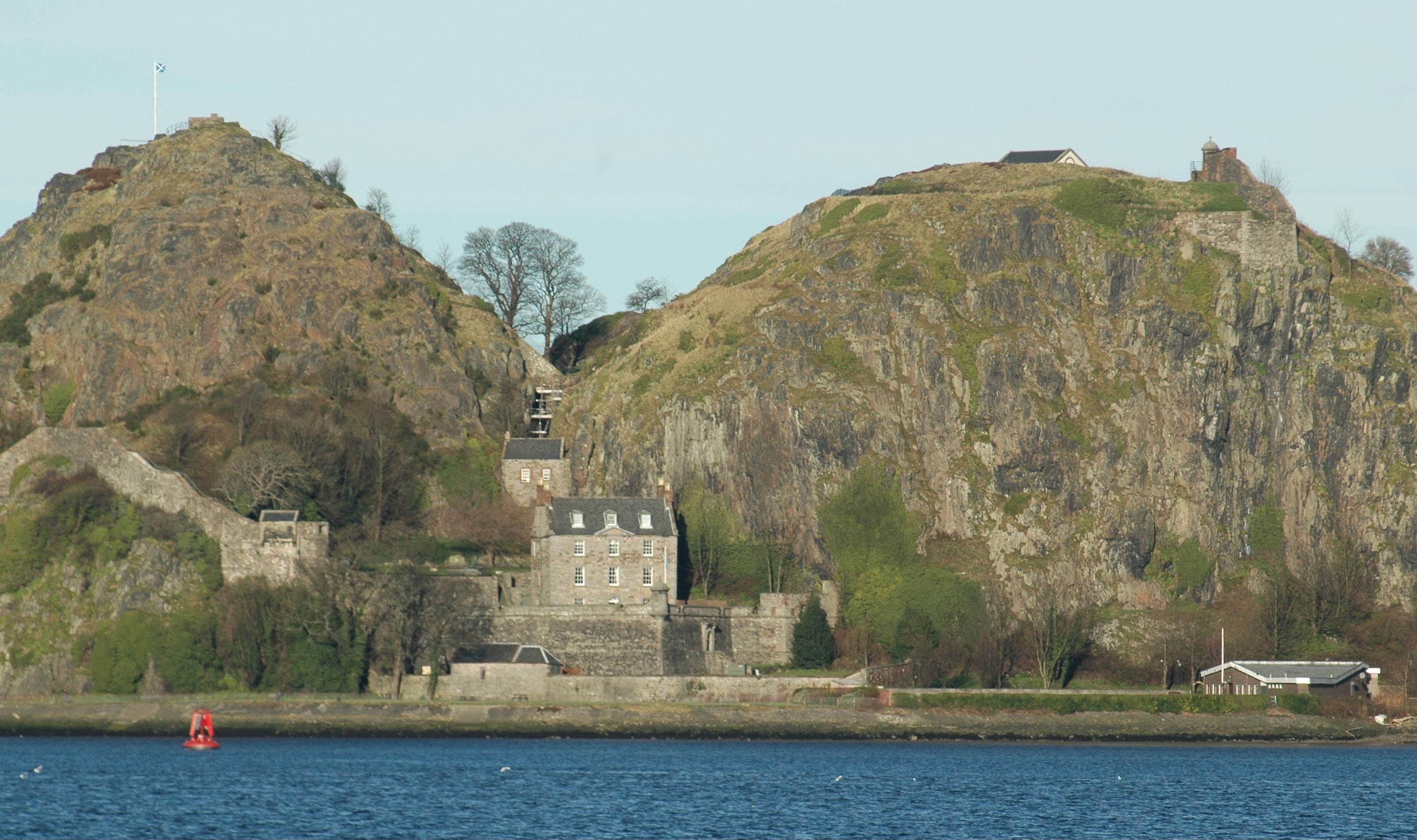
敦巴頓城堡（英语：Dumbarton Castle）
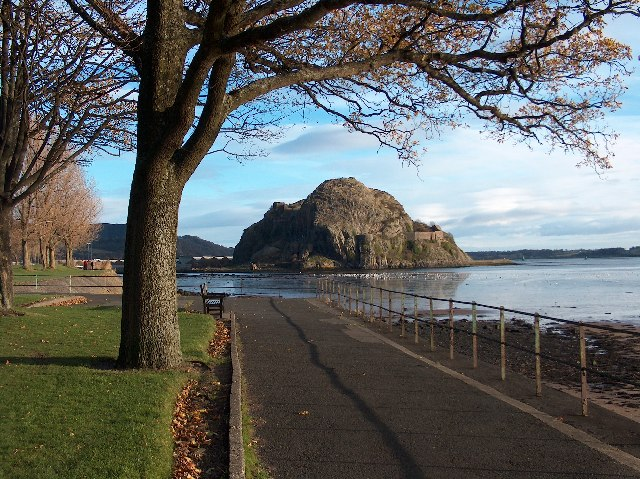
敦巴頓岩
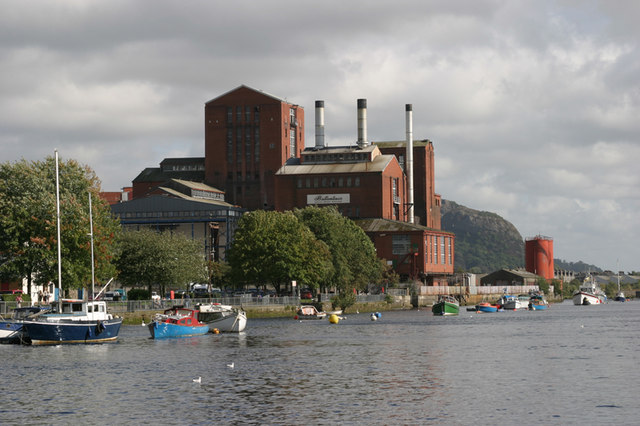
前百齡壇酒廠
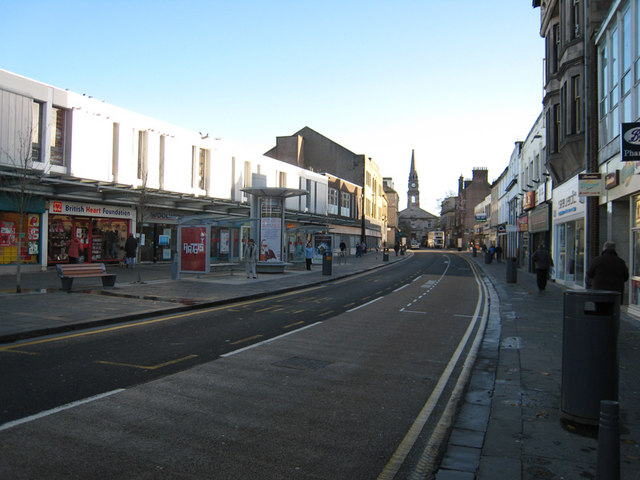
敦巴頓 高街
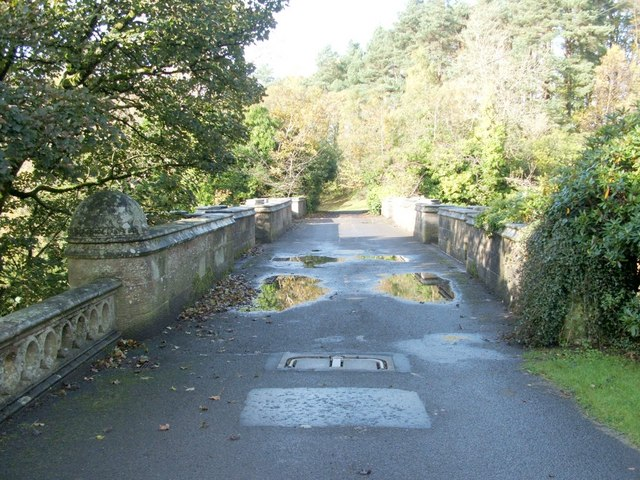
歐沃頓橋

## 知名人物
- 大衛·伯恩，蘇格蘭出生的美籍音樂人
- 戴頓·考利（英语：Dayton Callie），蘇格蘭出生的美籍男演員
- 桑德爾·迪亞蒙德（英语：Zander Diamond），足球員
- 斯科特·鄧肯（英语：Scott Duncan），足球員、球隊經理
- 蒙特斯图亚特·埃尔芬斯通（英语：Mountstuart Elphinstone）（1779年－1859年），英屬印度時期的孟買總督
- 吉米·麥卡洛克（英语：Jimmy McCulloch），音樂人、作曲家
- ，前一級方程式賽車手

## 外部連結
- 维基导游上有關Dumbarton的旅行指南
- Dumbarton: Riverside Parish Church website （页面存档备份，存于） with Facebook page （页面存档备份，存于）
- Robert Burns (poet) Links to Dumbarton （页面存档备份，存于）
- Scottish Maritime Museum （页面存档备份，存于）
- Dumbarton Football Club
- Brock Bowling Club (Dumbarton)
- UK Rock Climbing (Dumbarton)